# 아부다비 투자청
아부다비 투자청은 아랍에미리트의 아부다비가 소유하고 있는 국부 펀드로, 아부다비 정부를 대신하여 자금을 투자하기 위해 설립되었다. 주요 업무로는 아부다비의 초과 석유 매장량 관리가 있으며 세계 최대 규모의 국부펀드 중 하나이다.

## 개요
아부다비 투자청은 아부다비 내 1위, 세계 3위 국부펀드로, 100% 해외 투자로 운용된다. 전반적으로 안전 투자를 선호한다는 평가가 있다. 아부다비 투자청은 아부다비 정부 소유의 조직이나, 정부 지시를 받지 않고 독립적으로 투자 활동을 수행하고 있다.

## 같이 보기
- 나라별 국부 펀드
- 아랍에미리트의 경제